# شقار الظل
شُقار الظل أو شقائق النعمان أو زهرة الريح (باللاتينية: anemone nemorsaْْ) نوع نباتي ينتمي إلى جنس الشُقار من الفصيلة الحوذانية.

## البيئة والانتشار
نبتة شقار الظل تظهر في أماكن الغابات الواسعة وتحت ظل الأشجار المتساقط أوراقها، تزهر النبتة في فصل الربيع.

## الوصف النباتي
نبات عشبي معمر أزهاره بيضاء وصفراء. ينتشر النبات بالجذامير.

## الفؤائد الطبية
تعجل أوراق النبتة المخاض ويقوم مستخلص النبتة بتطهير الجذام ويستخدم عصيرها بتطهير الرأس بفعالية كبيرة باستنشاقه، مضغ أوراقها يسبب بصاقاً كثيراً وتذهب الأمزجة السائلة والنخامية بسبب هذه النبتة لهذا فهي مفيدة في التنويم.
دهون نبتة شقار الظل تُذهب التهابات العيون وتطهر دهونها القروح المؤذية والمتآكلة.